# Skačany
Skačany este o comună slovacă, aflată în districtul Partizánske din regiunea Trenčín, pe malul râului Nitrica⁠(d). Localitatea se află la altitudinea de 205 m deasupra n.m., se întinde pe o suprafață de 15,38 km2 și în 2017 număra 1.375 de locuitori. Se învecinează cu Dolné Vestenice, Veľké Kršteňany, Nitrica, Hradište, Nedašovce și Partizánske.

## Istoric
Localitatea Skačany este atestată documentar din 1078.

## Demografie
| An:                | 1994 | 2004   | 2014   | 2024   |
| ------------------ | ---- | ------ | ------ | ------ |
| Număr de persoane: | 1252 | 1274   | 1372   | 1327   |
| Diferență:         |      | +1,75% | +7,69% | −3,27% |

| An:                | 2023 | 2024   |
| ------------------ | ---- | ------ |
| Număr de persoane: | 1319 | 1327   |
| Diferență:         |      | +0,60% |